# Waagner-Biro
Waagner-Biro  es una empresa de ingeniería mecánica radicada en Vienna (Austria) en el edificio denominado torre Saturno. pose casi un millar de empleados y casi catorce sucursales en Europa, Asia y Oriente Medio. Waagner Biro Stahlbau Group se dedica a realizar cubiertas de acero y cristal en edificios, así como a la construcción de puentes. 

## Proyectos
- Torre Espacial, Ciudad Buenos Aires, Argentina, 1979
- Cúpula del Reichstag en edificio del Reichstag, Berlín, Alemania (1993)
- Sony Center, Berlín, Alemania (2000)
- Great Court en British Museum, Londres, Reino Unido (2001)
- Złote Tarasy, Varsovia, Polonia (2007)
- Yas Marina Hotel, Abu Dhabi, Emiratos Árabes Unidos (2009)
- One Angel Square, Mánchester, Reino Unido (2012)
- El Hangar-7